# Spree
Spree (pronunciació alemanya: [ˈʃpʁeː]) és un riu d'Alemanya que passa pels Lands de Saxònia, Berlín i Brandenburg. És un afluent del Havel i té una longitud aproximada de 403 quilòmetres. Els 180 quilòmetres finals són navegables. En sòrab es diu Sprjewja o Rěka (sòrab per «riu») i en txec Spréva. El primer esment escrit «Sprewa» data del 965 en una acta de l'emperador Otó I.
Naix a la frontera amb la República Txeca, a les muntanyes de Lusàcia. Més al nord passa per la Spreewald, uns grans aiguamolls. Una petita illa fluvial, poc abans de l'aiguabarreig amb el Havel va ser el bressol de la ciutat de Berlín.
Les ciutats principals per les quals passa són: Bautzen, Spremberg, Cottbus, Lübbenau, Lübben, Fürstenwalde i Berlín.
El seu nom ve d'antics pobles eslaus que el batejaren com a Sprevjane.
El riu és famós per ser un dels escenaris de les batalles de la Segona Guerra Mundial, així com un punt de pas freqüent pels qui volien fugir de Berlín Est i anar a la zona d'ocupació americana.